# Winfried Vahland
Winfried Vahland (né le 1er avril 1957 à Beckum, Allemagne) était le président du conseil et PDG de Škoda Auto, une filiale en propriété exclusive du Groupe Volkswagen.

## Biographie
Vahland est diplômé de l'Université technique de Darmstadt, avec une spécialisation en génie mécanique et en administration des affaires. Il a également reçu un MBA de l'Institut General Motors dans le Michigan aux États-Unis.
En 1984, Vahland a commencé à travailler comme analyste des investissements européens chez Opel. En 1990, Vahland rejoint Audi puis en 1993, il est affecté à Volkswagen en tant que Directeur de Gestion du Groupe. Entre 1995 et 1997, il est responsable de la coordination des ventes pour la marque Volkswagen et le Groupe Volkswagen et en outre pour les ventes de la marque Volkswagen dans la région Asie-Pacifique. Vahland est ensuite nommé directeur exécutif des finances de Volkswagen au Brésil en 1997. Un an plus tard, il devient vice-président finance et stratégie de l'entreprise.
En août 2002, il devient membre du conseil d'administration chez Škoda, où il a ensuite été promu un an plus tard vice-président du conseil d'administration. En juillet 2005, il a assumé le poste de président et chef de la direction de Volkswagen Investment Company (Chine)  (filiale du Groupe Volkswagen Chine), ainsi que vice-président mondial de Volkswagen. Il a été nommé vice-président exécutif de Volkswagen l'année suivante (juillet 2006). En septembre 2010, Vahland retourné à Mladá Boleslav, et a été nommé Président du Conseil de Škoda.
En 2015, il est nommé à la tête de la division nord-américaine de Volkswagen ; mais deux semaines après la nomination, il décide de démissionner.